# Домінік Санда
Домінік Санда (фр. Dominique Sanda; нар. 11 березня 1951 — за іншими даними 1948) — французька акторка і колишня фотомодель, грала в багатьох культових фільмах 1970-х.

## Біографія
Дебютувала в кіно головною роллю в «Лагідної» Робера Брессона (1969, за повістю Ф. М. Достоєвського).
У 1970 році зіграла Зінаїду в екранізації Максиміліана Шелла повісті І. С. Тургенєва «Перше кохання» (з Джоном Молдер-Брауном).
У 1977 році Ліліана Кавані зробила її Лу Саломе в своєму фільмі про Ніцше «По той бік добра і зла» (з Ерландом Джозефсоном).
У 1988 році втілила Інесу Арманд в телефільмі Даміано Даміані «Ленін. Поїзд» (з Беном Кінгслі і Леслі Карон).
Краса, «наповненість» та акторська майстерність Санда звернули увагу Бернардо Бертолуччі («Конформіст», 1970, і кіноепосом «Двадцяте століття», 1976), Лукіно Вісконті («Сімейний портрет в інтер'єрі», 1976), Вітторіо Де Сіка («Сад Фінці-Контіні», 1970), Жака Демі («Народження дня», 1979; «Кімната в місті», 1982), Маргеріт Дюрас («Корабель-ніч», 1979), Бенуа Жако («Крила голубки», 1981; «Душею і тілом», 1986; «Жебраки», 1986), Мішеля Девіля(«Подорож удвох», 1980), Ліну Вертмюллер («Підпільна десятка», 1988; «У місячну ніч», 1989) та інших видатних режисерів.
Разом з Полом Ньюманом знімалася в трилері Джона Г'юстона «Людина Макінтоша» (1973, США).
Виконала роль Герміна в екранізації роману Германа Гессе «Степовий вовк» (1974, c П'єром Клементі і Максом фон Сюдовим).
У 1976 році отримала Приз за найкращу жіночу роль на Каннському кінофестивалі за роль у фільмі Мауро Болоньїні «Спадщина Феррамонті».
У 1977 році Луї Маль зняв для телебачення фільм-портрет акторки — «Домінік Санда, або Спрямована фантазія».
У 1993 році спробувала себе як театральна акторка й відтоді активно і успішно виступає на драматичній сцені.
З 15 до 17 років була одружена з відомим актором і режисером, автором знаменитої «Кенді-Ласуни» (1968) Крістіаном Марканом. Син — Ян Маркан (фр. Yann Marquand, р. 1972).
У 1980-ті роки була подругою колишнього кіноасистента Маргеріт Дюрас, режисера Бенуа Жако.
В даний час проживає в Буенос-Айресі.
Чоловік — філософ Ніколае Кутзаріда.